# 河内長野市立高向小学校
河内長野市立高向小学校（かわちながのしりつたこうしょうがっこう）は、大阪府河内長野市にある公立小学校。

## 沿革
- 1898年　高向尋常高等小学校として開校
- 1941年　高向国民学校に改称
- 1947年　高向村立高向小学校に改称
- 1954年　現校名に改称
- 1990年　河内長野市立滝畑小学校を統合

## 交通
- 南海高野線および近鉄長野線　河内長野駅から南海バス高向線「高向行き（6系統）」または日野・滝畑コミュニティバス「滝畑ダム行き（19系統）」に乗車し、「高向」バス停下車すぐ。